# Jacques Schneider

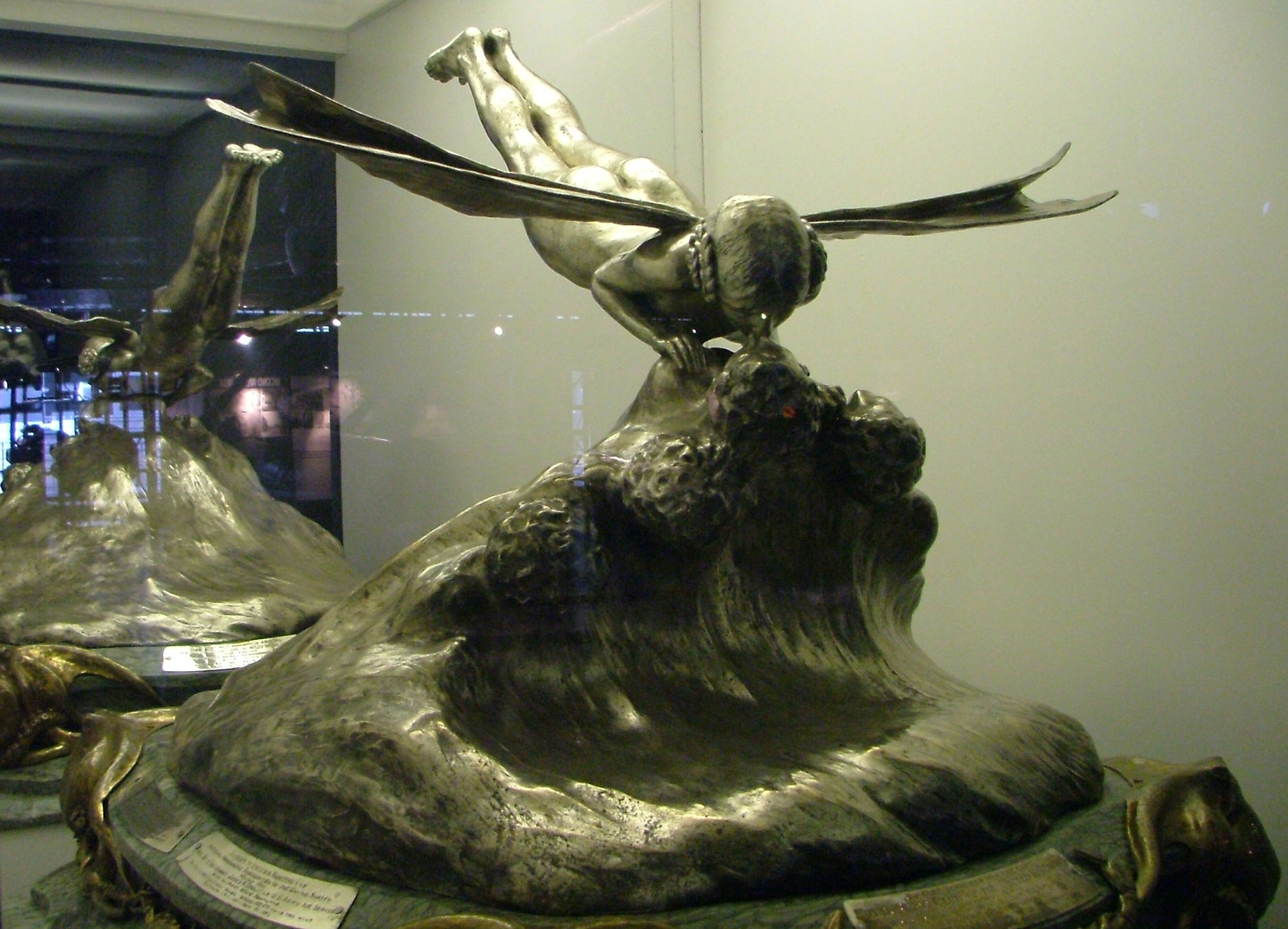
De Schneider Trophy in het Science Museum te Londen

Jacques Schneider (1879-1928) was een Franse financier, ballonvaarder en luchtvaartenthousiast. Hij creëerde de Schneider Trophy.
Tijdens een ballonvlucht haalde hij een hoogte van 10.081 m en daarmee was hij lange tijd houder van het hoogterecord voor ballonvaarders. Hij kreeg interesse in vliegtuigen toen Wilbur Wright een demonstratievlucht maakte in augustus 1908 in Le Mans. Toen hij het vliegen moest opgeven na een zwaar ongeluk steunde hij allerlei wedstrijden. 
Op 5 september 1912 stelde hij de Aéroclub de France de Coupe d'Aviation Maritime Jacques Schneider (Schneider Trophy) voor, een wedstrijd voor watervliegtuigen. Hij geloofde sterk in de idee dat watervliegtuigen het beste middel waren om burgerluchtvaart uit te breiden. Deelnemers moesten zo snel mogelijk een driehoekig parcours van minstens 280 km (later 350) afleggen. De winnaar ontving 25 000 goudfranken en een trofee van dezelfde waarde. Als een natie de trofee driemaal binnen een periode van vijf jaar won mocht ze de trofee behouden.   